# Llengua picta
El picte és una de les llengües celtes de classificació més controvertida. Idioma parlat a Escòcia i extingit abans del segle x, es coneix sobretot per topònims i inferències. Els noms de llocs semblaven similars als de la Gàl·lia, per la qual cosa se'l va introduir en la família cèltica, però altres estudiosos apunten que es tractava d'una llengua germànica o fins i tot d'origen no indoeuropeu. Alguns dels prefixos més freqüents en toponímia picta són pit- i aber-, si bé aquest darrer té també ascendència bretona, fet que va complicar encara més la filiació de les inscripcions sobre roca que es conserven.

## Història
Les úniques restes d'aquesta llengua estan en topònims, noms propis trobats en monuments i en els registres de l'època. En la seva màxima extensió s'havia de parlar des de les illes Shetland fins a Fife. Va ser reemplaçada pel gaèlic al segle ix després de la unió del Regne picte amb la resta d'Escòcia.
Des d'almenys el segle v, algunes poblacions provinents d'Irlanda, de parla gaèlica, van ocupar Argyll, a la frontera oest del territori picte, la qual va començar a expandir-se políticament, culturalment i lingüística. Aquest fet va augmentar d'ençà que una dinastia gaèlica va prendre el control sobre el territori picte a partir de mitjans del segle ix. Tot i que no comptem amb proves que ens permetin conèixer el ritme del retrocés del picte a favor del gaèlic, hi ha comentaris en les cròniques angleses que asseguren que al segle xii aquest ja s'havia extingit.
Hi ha indicis que aquesta llengua, branca septentrional del britònic, ja s'estava escindint de la llengua britònica parlada més al sud a l'època a la qual es remunta el nostre primer testimoni, en el segle i aC. Per a Beda, escriptor de principis del segle viii, el picte era una llengua independent.
Classificada tradicionalment com una llengua cèltica britònica, aquest assumpte és encara controvertit. És destacat el parer que en una revisió sobre el picte que va fer Jackson, va considerar que el picte podia no ser celta o tenir un substrat no cèltic. Amb tot, Forsyth no hi està d'acord.
No obstant això, l'opinió més estesa continua sent que el picte era una llengua cèltica britònica, així com una llengua celta.